# Silba nepalensis
Silba nepalensis är en tvåvingeart som beskrevs av Macgowan 2006. Silba nepalensis ingår i släktet Silba och familjen stjärtflugor.
Artens utbredningsområde är Nepal. Inga underarter finns listade i Catalogue of Life.